# 白匏湖
白匏湖，是新北市汐止區的一個地名，位於該區中部偏西南。

## 歷史
台灣清治末期至日治前期，白匏湖地區為一街庄，稱為「白匏湖庄」，隸屬於石碇堡。白匏湖庄北與樟樹灣庄為鄰，東與水返腳街、康誥坑庄為鄰，南邊為什三份庄，西邊為橫科庄。
1901年（明治三十四年）11月，白匏湖庄隸屬於基隆廳，編入第十五區。1905年（明治三十八年）7月，第十四區、第十五區、第十六區、第十九區合併為「水返腳區」。1920年（大正九年），白匏湖庄改制為「白匏湖」大字，隸屬於臺北州七星郡汐止街。
戰後汐止街改制為汐止鎮，隸屬於臺北縣，大字亦改制為里。1999年6月，汐止鎮升格為汐止市。2010年12月，臺北縣升格為新北市，汐止市改制為汐止區。

## 交通
台鐵縱貫線橫越白匏湖地區北部邊界外不遠處，最近的車站是汐科車站，由此北上可前往基隆、宜蘭、花蓮等地，南下可前往台北、桃園、新竹等地。
國道3號經過白匏湖地區西北部，在邊界地帶與省道台5線交會處設有新台五路交流道，車輛可由此快速前往台灣西部各地。省道台5線（新台五路一段）經過本地區北端，是連絡台北與基隆的主要平面道路。